# الكسندر تشيشولم
الكسندر تشيشولم هو سياسي كندي، ولد في 1790، وتوفي في 9 أكتوبر 1854.